# Tibet-universiteit
De Tibet-Universiteit (Xizang University, 西藏大学) is de belangrijkste universiteit van de Tibetaanse Autonome Regio. De universiteit bevindt zich in Lhasa en heeft een tweede vestiging in Nyingtri. De voorbereidingen voor een universiteit in Tibet begonnen al in 1952, maar het duurde nog tot 1985 dat de Tibet-Universiteit werd opgericht. De universiteit valt zowel onder het centrale Ministerie van Onderwijs in Peking als onder de lokale regering van Tibet.
De universiteit heeft faculteiten voor Landbouwkunde, Taalkunde, Literatuurwetenschap, Natuurwetenschap, Techniek, Geneeskunde, Kunst, Muziek, Economie, Management, Toerisme en vreemde talen. Verder zijn er eigen afdelingen voor de Tibetaanse taal, literatuur, geschiedenis en kunst.
Momenteel zijn er 49 Bachelor- en 8 Masterstudies en studeren er 1400 studenten, waaronder 20 buitenlanders. Van de 523 leraren zijn er 327 (62,5%) Tibetanen.
De Tibet-universiteit werkt mee aan de Tibetan and Himalayan Library.
Enkele professoren die aan de Tibet-universiteit zijn of waren verbonden, zijn Tsering Gyalpo, Könchok Jiatso, Yarlung Buchung, Drongbu Tsering Dorje, Lhakpa Tseten en Dungkar Lobsang Trinley.